# Wszystko rozpada się
Wszystko rozpada się (Things Fall Apart) (Świat się rozpada, Wydawnictwo Iskry) – powieść Chinuy Achebego z 1958 roku. Opowiada o życiu Okonkwy z plemienia Ibo, przywódcy i lokalnego mistrza zapasów w fikcyjnej nigeryjskiej wiosce Umuofia. Utwór dzieli się na 3 części: pierwsza opisuje jego rodzinę i dotychczasowe życie, zwyczaje i społeczeństwo Ibo, a dwie dalsze mówią o wpływie brytyjskiego kolonializmu i chrześcijańskich misjonarzy na tę społeczność.

## Fabuła
Nigeria przedkolonialna, ok. roku 1895. Okonkwo chce być silnym mężczyzną, gdyż jego ojciec ma wiele słabości. Okonkwo buduje własne bogactwo, jest odważny i potężny, ma 3 żony, jest jednym z przywódców wioski.
Jego problemy zaczynają się, gdy dla pokazania swej męskości zabija przybranego syna, zakładnika z innej wioski. Wkrótce przypadkiem zabija z broni syna najstarszego mężczyzny w wiosce, Ezendu, i zostaje wygnany na 7 lat. W tym czasie w Umuofii pojawiają się biali kolonizatorzy. Po powrocie Okonkwo wchodzi z nimi w konflikt, on i inni przywódcy niszczą kościół chrześcijański, za co są ukarani chłostą. Okonkwo zabija potem białego wysłannika pragnącego zapobiec powstaniu. Wieś nie udziela mu wsparcia zbrojnego. Nie chcąc być sądzony, wiesza się, co jest potępiane wśród Ibo.